# Together (film 2021)
Together è un film televisivo del 2021 diretto da Stephen Daldry.

## Produzione
Il film è stato girato in dieci giorni a Londra durante la pandemia di COVID-19, nel quartiere Kensal Green del borgo di Brent.

## Promozione
Il primo trailer del film è stato diffuso il 2 agosto 2021.

## Distribuzione
Nel Regno Unito il film è stato trasmesso su BBC Two il 17 giugno 2021; negli Stati Uniti è stato distribuito nelle sale cinematografiche a partire dal 27 agosto 2021.

### Divieti
Negli Stati Uniti d'America il film è stato vietato ai minori di 17 anni.